# Szőkéd, Baranya
Szőkéd este un sat în districtul Pécs, județul Baranya, Ungaria, având o populație de 360 de locuitori (2011). 

## Demografie
Componența etnică a satului Szőkéd
     Maghiari (84,05%)
     Romi (9,76%)
     Croați (6,19%)
Componența confesională a satului Szőkéd
     Romano-catolici (58,06%)
     Fără religie (17,22%)
     Luterani (5%)
     Greco-catolici (2,78%)
     Reformați (1,11%)
     Necunoscută (15,83%)
Conform recensământului din 2011, satul Szőkéd avea 360 de locuitori. Din punct de vedere etnic, majoritatea locuitorilor (84,05%) erau maghiari, existând și minorități de romi (9,76%) și croați (6,19%).  Din punct de vedere confesional, majoritatea locuitorilor (58,06%) erau romano-catolici, existând și minorități de persoane fără religie (17,22%), luterani (5,0%), greco-catolici (2,78%) și reformați (1,11%). Pentru 15,83% din locuitori nu este cunoscută apartenența confesională.